# UFC Fight Night: Rozenstruik vs. Gane
UFC Fight Night: Rozenstruik vs. Gane (även UFC Fight Night 186, UFC on ESPN+ 44 och UFC Vegas 20) var en MMA-gala anordnad av UFC. Den ägde rum 27 februari 2021 vid UFC APEX i Las Vegas, NV, USA.

## Bakgrund
Huvudmatchen var en tungviktsmatch mellan Jairzinho Rozenstruik och Ciryl Gane.

## Ändringar
Pedro Munhoz och Jimmie Rivera kontrakterades för en returmatch möte vid den här galan. De två möttes ursprungligen vid UFC Fight Night 77 november 2015 där Rivera vann via delat domslut. Returmatchen var ursprungligen planerad till UFC Fight Island 8, men flyttades till UFC 258 av okända anledningar. Matchen fick sedan flyttas igen då någon i en av hörnorna testade positivt för covid-19.
Bara timmar innan galan startade ströks matchen mellan Angela Hill och Ashley Yoder på grund av positivt utfall av ett covid-19-test.

### Invägning
Vid invägningen strömmad via Youtube vägde utövarna följande:
1. ↑  Grishin missade vikten och fick böta 30% av sin purse till motståndaren.[9]

## Resultat

### Bonusar
Följande MMA-utövare fick bonusar om 50 000 USD vardera:
- Fight of the Night: Pedro Munhoz vs. Jimmie Rivera
- Performance of the Night: Ronnie Lawrence